# Кременчугское слово
«Кременчугское слово» (рос. «Кременчуцьке слово») — літературно-суспільна та політично-економічна газета, що виходила у Кременчуці 1911–1916 роках.

## Історія
Під час перерв 1912, 1914—1916 років передплатники отримували газету «Придніпровський голос».

## Випуски за роками
- 1911 № 1 (24-VII), № 2 (20-XI) — № 7 (25-XII)
- 1912 № 8 (1-I) — № 12 (29-I)
- 1913 № 13 (21-I) — № 16 (28-XII)
- [1914 № 17]
- 1915 № 18 (27-XII)
- 1916 № 19 (26-XII)